# Хорхе Боналді
Хорхе Боналді (28 червня 1949, Монтевідео) — уругвайський гітарист, співак і композитор популярної музики та музичний журналіст.

## Життєпис
Початок творчого шляху Боналді припав на період між 1964 і 1971, на хвилі уругвайських гуртів біґ-біту та рок-музики.
Прикладом цього періоду є гурт "Los vagabundos", сформований приблизно у 1968, до якого також входили Хорхе Лазаров та Мігель Амарілло.
На початку 1970-х, виходячи із зацікавленості у розвитку культурних процесів уругвайського суспільства, Боналді вирішив приєднатися до  вітчизняного популярного пісенного руху тих часів.
Маючи понад 50 років досвіду роботи в уругвайській музиці та велике виробництво в галузі звукозапису, Хорхе брав участь у заснуванні уругвайських музичних колективів "Patria Libre", "Aguaragua", "Songs to not sleep a siesta" та "Los que Iban Cantando". 
Боналді виконував свої пісні в Аргентині, Португалії, Іспанії, Швейцарії, Швеції, Франції, Бельгії, Голландії, Німеччині, Норвегії та Уругваї, де мешкає нині. Після розпуску гурту "Canciones para no dormir la siesta" в 1990, Боналді створив дует з Адріаною Дюкре, що спеціалізувався на музичних шоу для дітей, для яких він зробив близько 1900 презентацій. 
Хорхе — батько двох дітей Кени Боналді Редондо та Хорхе Боналді Рамоса.

## "Patria libre"
У 1972 Боналді брав участь у заснуванні гурту Patria Libre ("Вільна Батьківщина") разом із Мігелем Амарілло, Раулем "Тінтабравою" Кастро та Хорхе Лазаровим. Існує єдиний альбом Patria Libre, виданий уругвайським лейблом "Perro Andaluz" під назвою "La historia Patria Libre", який охоплює весь наявний матеріал квартету (див. Youtube).

## Дискографія

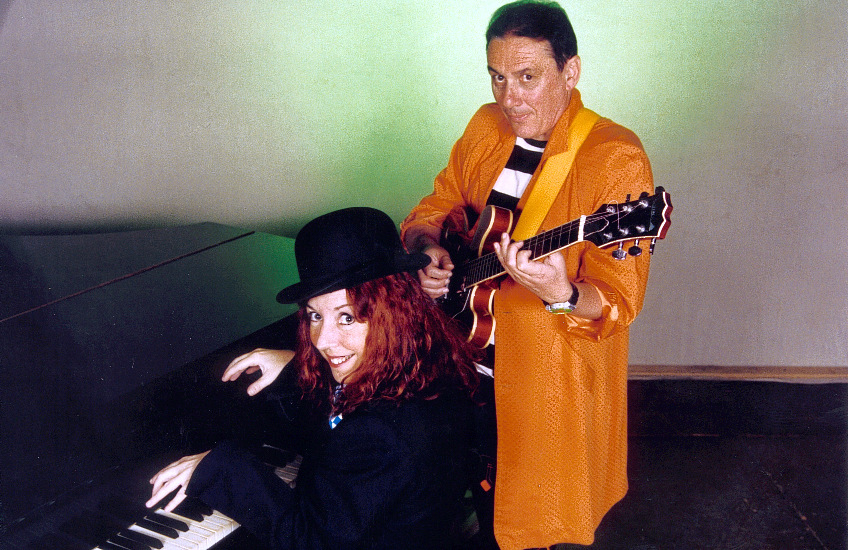
Адріана Дюкре та Хорхе Боналді в 2002.

### Сольна дискографія
- Canciones y tangueces (Ayuí / Tacuabé a/e17. 1978)
- Montevideo (Ayuí / Tacuabé a/e22. 1978)
- Bandoneón y otras historias (Ayuí / Tacuabé a/e30k. 1981)
- Canción vagabunda (Orfeo, 1983)
- Los versos de la Tía Paca (Sondor. 1985)
- Canciones dibujadas en los vidrios (Ayuí / Tacuabé a/e62k. 1987)
- La cajita de Mainumbé (Orfeo. 1990)
- Casa Disparatada (junto a Adriana Ducret. Orfeo. 1993)
- Jorge Bonaldi para niños (álbum doble. Orfeo/EMI. 1994)
- Y así me gusta a mí (junto a Adriana Ducret. Orfeo. 1996)
- Canciones del otro país (Ayuí / Tacuabé ae178cd. 1997)
- Canciones para no dormir... la mona!! (álbum doble junto a Adriana Ducret. LBM. 2001)
- Obra & Gracia / vol. 1 (CD y DVD. Ayuí / Tacuabé ae314cdav003dvd. 2007)
- El candidato (independiente. 2009)
- Los rinocerontes + Recital en Suecia (independiente.2010)
- Canciones amigas (independiente.2017).

### У співпраці з іншими виконавцями
- Uno (Ayuí / Tacuabé a/e14. 1977)
- Dos (Ayuí / Tacuabé a/e16. 1978)
- Juntos (Ayuí / Tacuabé a/e28. 1981)
- Enloquecidamente (Ayuí / Tacuabé a/e63k. 1987)

### Перевидання та збірки пісень
- Y así me gusta a mí (junto a Adriana Ducret. Ayuí / Tacuabé ae203cd. 1998)
- Averiguaciones / De canto, puño y letra (compartido con Luis Trochón. Ayuí / Tacuabé pd 2008. 1999)
- La cajita de Mainumbé (Ayuí / Tacuabé a/e220k. 2000)
- La vuelta del Oso Aretum (contiene "Canciones dibujadas en los vidrios" y "La cajita de Mainumbé". Ayuí / Tacuabé ae219cd. 2000)